# Isak Krook
Isak William Charles Krook, född 27 september 1891 i Billeberga församling, Malmöhus län, död 20 december 1976 i Höörs församling, Malmöhus län, var en svensk präst.

## Biografi
Isak Krook föddes 1891 i Billeberga församling. Han var son till folkskolläraren Gustaf Magnus Krook och Hanna Mathiasson. Krook studerade vid Lunds privata elementarskola och avlade studentexamen där 1910. Han blev 1910 student vid Uppsala universitet och avlade Filosofie kandidatexamen 1912. År 1916 avlade han Teologie kandidatexamen och praktisk teologi prov. Krook prästvigdes 4 juni 1916 och blev 1919 komminister i Rydaholms församling, tillträde samma år. Han blev 1924 kyrkoherde i Gränna stadsförsamling, tillträde 1925 och blev 1928 kontraktsprost i Vista kontrakt, tillträde 1 december 1928. Krook avled 1976 i Höör.

### Familj
Krook gifte sig 6 oktober 1918 med Anna (Stina) Cecilia Eriksson (född 1885). Hon var dotter till kyrkoherden Karl Oskar Eriksson i Tofteryds församling. De fick tillsammans barnen Bengta Anna Maria Krook (född 1920), Hilda Marta Birgitta Krook (1921–1921), Carl Gustaf Ingemark Krook (född 1922) och Mats Isak Krook (född 1926).